# Union mondiale de l'Alliance
L'Union mondiale de l'Alliance (anglais : Alliance World Fellowship), aussi appelée Alliance chrétienne et missionnaire, est une association chrétienne évangélique internationale d'églises non confessionnelles. Son siège se trouve à Colorado Springs, États-Unis.

## Histoire
L'union a ses origines dans deux organisations interconfessionnelles fondées par le pasteur canadien Albert Benjamin Simpson en 1887 à Old Orchard Beach (Maine), aux États-Unis, The Christian Alliance, qui se concentrait des missions intérieures, et The Evangelical Missionary Alliance, qui se concentrait sur des missions à l’étranger. Ces deux organisations ont fusionné en 1897 pour former l'Alliance chrétienne et missionnaire. 
En 1887, dans une série de sermon appelée « Fourfold Gospel » (Quadruple Évangile) à New York, aux États-Unis, Simpson résume l’Évangile en quatre aspects qui caractériseront son enseignement; Jésus-Christ sauveur, sanctificateur, guérisseur et roi qui reviendra bientôt.

Dans son livre de 1890, « A Larger Christian Life », il a expliqué sa vision de l'Église :

« une Église qui peut être à la fois la mère et la maison de toute forme d'aide et de bénédiction que Jésus est venu donner aux hommes perdus et souffrants, le lieu de naissance et la maison des âmes, la fontaine de guérison et de purification, le refuge la maison pour les orphelins et les affligés, l'école pour la culture et la formation des enfants de Dieu, l'armurerie où ils sont équipés pour la bataille du Seigneur et l'armée qui mène ces batailles en son nom. »

Le Missionary Training Institute (devenu Alliance Theological Seminary (en), fondé en 1882 par Simpson à Nyack, près de New York, a contribué au développement de l'union.
Au début du XXe siècle, plusieurs membres de l’Alliance ont adopté des croyances pentecôtistes. Toutefois, Simpson était contre le fait que le «parler en langues» serait une preuve obligatoire du baptême du Saint-Esprit et était critique de diverses pratiques du pentecôtisme qu’il considérait excessives, ce qui a conduit au départ de certains pasteurs. En 1912, cette divergence a incité l’Alliance à se constituer en tant qu'Église organisée, déléguant davantage d'autorité à son conseil annuel permettant de protéger les biens de l'organisation en cas de départs d’églises de l’Alliance.
Après la mort de Simpson, en 1919, l'Alliance a officiellement prit ses distances par rapport au pentecôtisme, rejetant l'idée que le fait de «parler en langues» indiquerait le fait d'être habité par l'Esprit saint, et se concentrant plutôt sur la vie chrétienne approfondie (deeper Christian life). En 1930, la plupart des groupes locaux de l'ACM fonctionnaient dorénavant comme des églises locales, même s'ils ne se considéraient pas comme telles.
En 1965, les églises membres ont adopté une confession de foi commune. En 1975, l'Union mondiale de l'Alliance a été officiellement organisée. En 2010, elle était présente dans 50 pays.
En 2023, l'Alliance chrétienne et missionnaire des États-Unis a autorisé le ministère pastoral des femmes .

## Statistiques
Selon un recensement de l'association en 2022, elle aurait 22,000 églises, 6,200,000 de membres dans 88 pays.

## Croyances
L'Union a une confession de foi basée sur les croyances de l’Église de professants, ainsi qu'une théologie évangélique ,,.
Malgré certaines influences du mouvement de sanctification et du mouvement pour une vie supérieure, l’Alliance a des croyances distinctes, notamment parce qu’elle croit en la sanctification progressive,,.
Ses croyances sont résumées dans les quatre aspects de la doctrine du Quadruple Évangile, soit le  salut, la sanctification, la guérison par la foi et la seconde venue du Christ. Ces aspects sont représentés dans le logo .  La croix représente le salut à travers la mort et la résurrection de Jésus Christ. La coupe représente la sanctification. Le pichet rappelle l'huile, un symbole de l'Esprit saint et de la vie divine et de la guérison physique qui vient de Jésus. La couronne symbolise le retour imminent sur terre de Jésus Christ comme Roi des rois et Seigneur des seigneurs.

## Programmes sociaux
L'organisme humanitaire chrétien CAMA Services est affilié à l'Union. L'acronyme « CAMA » signifie « Compassion and Mercy Associates », en plus d'être également l'acronyme de Christian and Missionary Alliance.
Les programmes de CAMA sont regroupés en 4 axes, soit le secours en cas de catastrophe, le développement communautaire, la formation des personnes, les partenariats avec des églises et des organisations.

## Écoles

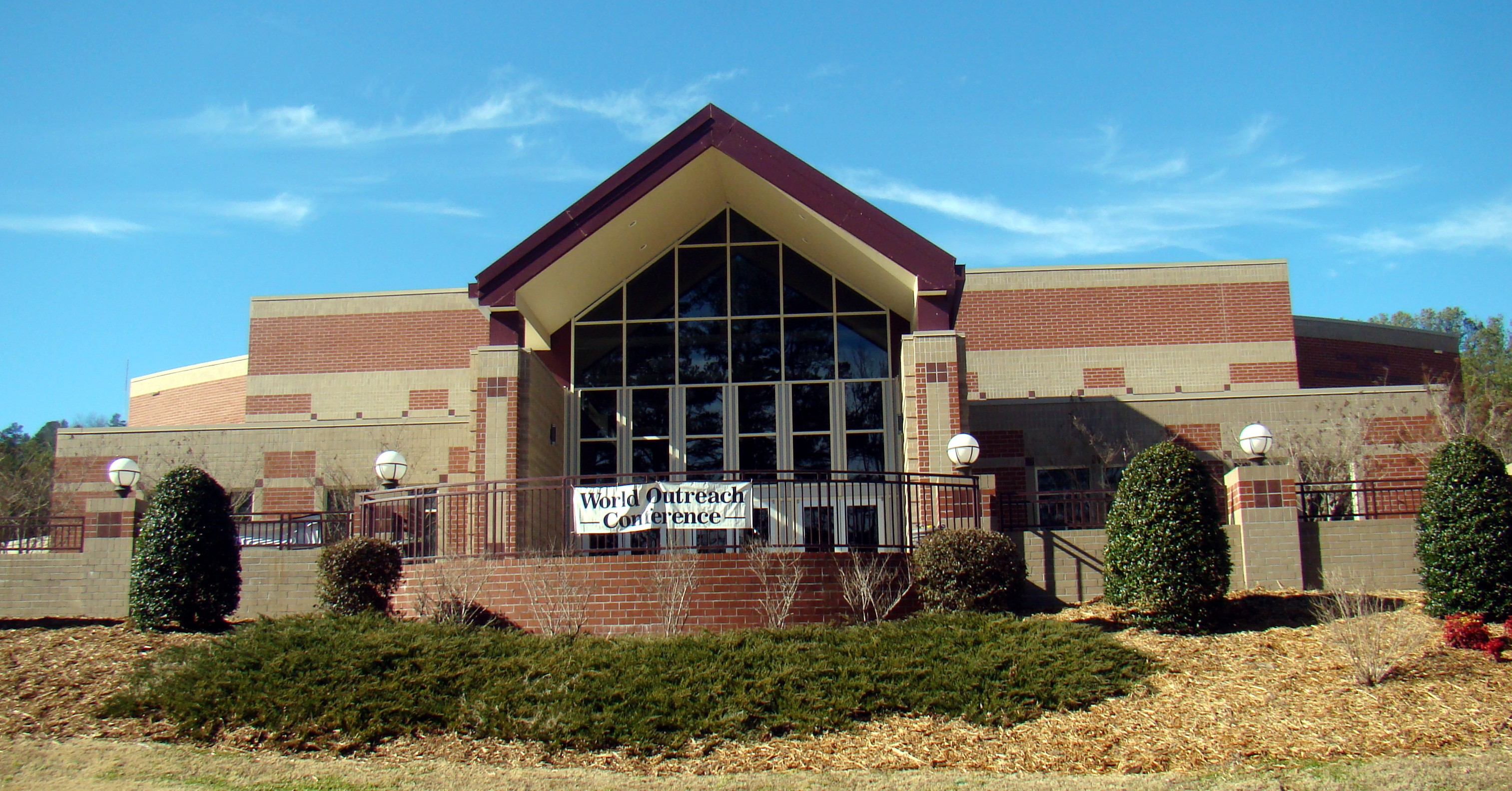
Grace Chapel and Performing Arts Center, Toccoa Falls College à Toccoa (Géorgie), États-Unis.

Elle compte 90 instituts de théologie.

## Controverses
Dans les années 1980, le siège américain de l’organisation a commencé à recevoir des plaintes d’enfants de missionnaires qui auraient été maltraités dans un pensionnat de Mamou, en Guinée. En 1995, un comité de 30 anciens élèves a demandé une enquête officielle à l’organisation. En 1996, une commission d'enquête indépendante a été formée et dans son rapport de 1998, a qualifié l’organisation de négligente dans sa gestion des évènements et la formation des enseignants. En réponse à ce rapport, en 2000, l’organisation a élaboré des politiques en cas d'accusation pour ne pas reproduire les mêmes erreurs.